# Frauke Melchior
Frauke Melchior (* 2. November 1962 in Heidelberg) ist eine deutsche Biochemikerin, Hochschulprofessorin an der Ruprecht-Karls-Universität Heidelberg und Mitglied des Vorstandes des Forschungszentrums Jülich. Seit dem 1. Oktober 2023 ist sie Rektorin der Universität Heidelberg, an der sie seit 2008 eine Professur für Molekularbiologie innehat und von 2016 bis 2018 Dekanin der Fakultät für Biowissenschaften war. Melchior entdeckte die SUMO-Proteinfamilie (von engl. small ubiquitin-like modifier) und deren Funktion als posttranslationale Modifikation von Proteinen. Ihre wissenschaftliche Arbeitsgruppe beschäftigt sich mit der Charakterisierung der SUMO-Proteine.

## Werdegang
Frauke Melchior studierte Chemie an der Universität Marburg. Dort schloss sie 1990 auch ihre Promotion im Labor von Helmut Kindl ab. Ihren ersten Postdoc verbrachte sie am Max-Planck-Institut für biophysikalische Chemie, Göttingen bei Volker Gerke, bevor sie für ihre zweite Postdoc-Stelle 1992 an das Forschungszentrum Scripps Research, La Jolla, in das Labor von Larry Gerace wechselte.
Hier entdeckte Melchior während ihrer Arbeiten am RanGAP, ein Enzym verantwortlich für den Kerntransport, dass die Rekrutierung von RanGAP zur Kernpore durch Kopplung an ein weiteres kleines Protein reguliert wird. Das neu-entdeckte Protein wurde SUMO-Protein (Small Ubiquitin-like Modifier) benannt und dementsprechend wird der Prozess der Modifikation als Sumoylierung bezeichnet.
1998 kehrte Melchor als Gruppenleiterin an das Max-Planck-Institut für Biochemie, Martinsried nach Deutschland zurück. 2004 wurde sie W3-Professorin an der Universität Göttingen. Seit 2008 ist Melchior Professorin am Zentrum für Molekulare Biologie Heidelberg (ZMBH).
Von 2016 bis 2018 war Melchior Dekanin der Fakultät für Biowissenschaften an der Universität Heidelberg. 2021 wechselte sie ans Forschungszentrum Jülich, wo sie als Vorständin den wissenschaftlichen Geschäftsbereich der „Lebenswissenschaften“ verantwortet. Am 9. März 2023 wurde sie zur neuen Rektorin der Ruprecht-Karls-Universität Heidelberg gewählt. Das Amt trat sie am 1. Oktober 2023 an.

## Forschungsschwerpunkt
Frauke Melchior forscht an der  posttranslationalen Modifikation von Proteinen durch Sumoylierung. Ihr Labor beschäftigt sich insbesondere mit der Charakterisierung des Prozesses, indem es die beteiligten Enzyme, Targetproteine und Bindestellen identifiziert. Des Weiteren untersucht Melchior die Funktion von Sumoylierung für den Kerntransport und die Regulierung von Sumoylierung durch reaktive Sauerstoffspezies.

## Auszeichnungen
Melchior war 1999 Preisträgerin des BioFuture Wettbewerbs des Bundesministeriums für Bildung und Forschung. 2005 gewann sie den Binder Innovationspreis.
Melchior wurde 2018 mit dem EMBO Women in Science Award für ihre Arbeit an der Regulierung von Sumoylierung durch oxidativen Stress und ihre Rolle als Mentorin für junge Wissenschaftler ausgezeichnet.
Seit 2008 ist sie Mitglied der European Molecular Biology Organization (EMBO),
seit 2014 Mitglied der Leopoldina – Nationale Akademie der Wissenschaften. Außerdem war sie von 2012 bis 2016 Mitglied des DFG-Senats.

## Veröffentlichungen (Auswahl)
- Redox regulation of SUMO enzymes is required for ATM activity and survival in oxidative stress. In: The EMBO journal. 35. Jahrgang, Nr. 12, S. 1312–29, doi:10.15252/embj.201593404, PMID 27174643.
- Detecting endogenous SUMO targets in mammalian cells and tissues. In: Nature structural & molecular biology. 20. Jahrgang, Nr. 4, S. 525–31, doi:10.1038/nsmb.2526, PMID 23503365.
- The nucleoporin RanBP2 has SUMO1 E3 ligase activity. In: Cell. 108. Jahrgang, Nr. 1, S. 109–20, doi:10.1016/s0092-8674(01)00633-x, PMID 11792325.
- A small ubiquitin-related polypeptide involved in targeting RanGAP1 to nuclear pore complex protein RanBP2. In: Cell. 88. Jahrgang, Nr. 1, S. 97–107, doi:10.1016/s0092-8674(00)81862-0, PMID 9019411.